# København A-Raeken (1890/1891)
København A-Raeken (1890/1891) była 2. sezonem nieoficjalnych mistrzostw Danii w piłce nożnej. W rozgrywkach brały udział tylko zespoły z Kopenhagi. Tytułu nie obroniła drużyna Akademisk BK. Nowym mistrzem Danii został zespół Kjøbenhavns Boldklub.

## Tabela końcowa
|   | Klub                      | M | Z | R | P | Br+ | Br- | Uwagi  |
| 1 | Kjøbenhavns Boldklub      | 6 | 6 | 0 | 0 | 24  | 7   | Mistrz |
| 2 | Akademisk BK              | 6 | 5 | 0 | 1 | 45  | 5   |        |
| 3 | Østerbros BK              | 6 | 4 | 0 | 2 | 12  | 13  |        |
| 4 | Boldklubben Frem          | 6 | 3 | 0 | 3 | 10  | 12  |        |
| 5 | Melchioraner BK Kopenhaga | 5 | 1 | 0 | 4 | 12  | 16  |        |
| 6 | Haabet Kopenhaga          | 4 | 0 | 0 | 4 | 1   | 18  |        |
| - | Olympia Kopenhaga         | 5 | 0 | 0 | 5 | 0   | 33  |        |

Kolejność drużyn w tabeli ustalana była według liczby zwycięstw. Jeśli po regulaminowym czasie gry był remis zarządzano dogrywkę, aż któraś z drużyn rozstrzygnęła wynik na swoją korzyść.
Nie rozegrano dwóch meczów.